# Claudio Bellucci
Claudio Bellucci (Roma, 31 maggio 1975) è un allenatore di calcio ed ex calciatore italiano, di ruolo attaccante, tecnico in seconda della Ternana.

## Carriera

### Giocatore

#### Club

##### Inizi
Cresciuto nelle giovanili della Lodigiani, ha iniziato la sua carriera professionistica nella Sampdoria, facendo l'esordio in Serie A con la squadra blucerchiata nella stagione 1993-1994 a 18 anni.
Nella stagione 1994-1995 passa in prestito al Fiorenzuola, club militante in Serie C1: il romano in 7 presenze andrà a segno 3 volte e una in Coppa Italia allo stadio Olimpico contro la Roma.La sua avventura con questa squadra dura pochi mesi, poiché nell'ottobre del 1994 viene richiamato dalla Sampdoria a causa del grave infortunio occorso a Mauro Bertarelli. Bellucci gioca il resto della stagione con i blucerchiati, mettendo a segno 2 gol in 21 presenze complessive. Debutta anche in Coppa delle Coppe, in occasione di Sampdoria-Porto (0-1) del 2 marzo 1995; soprattutto, nella manifestazione europea mette a segno una doppietta contro l'Arsenal nella semifinale di ritorno del successivo 20 aprile..
Nella stagione 1995-1996 è poco impiegato, chiuso dai compagni di reparto Mancini e Chiesa, sicché nel 1996 scende di categoria trasferendosi in prestito al Venezia in Serie B. Con i lagunari nella stagione 1996-1997 mette a segno 20 reti in 33 presenze di campionato.

Bellucci in azione al Napoli nel 1997

Il Napoli l'acquista in comproprietà dalla Samp nella stagione seguente, che vede la squadra retrocedere tra i cadetti; segna 10 reti andando per la prima volta in doppia cifra nella massima serie. Riscattato dai partenopei, disputa altre due stagioni nella serie cadetta con il Napoli, nelle quali viene condizionato da un lungo infortunio: segnerà 12 gol contribuendo alla promozione in Serie A nel 2000. Nella stagione 2000-2001 la società partenopea retrocede nuovamente in Serie B, e Bellucci mette a segno 2 reti. A Napoli è stato l’ultimo calciatore ad indossare la maglia numero 10, poi ritirata in onore di Diego Armando Maradona.

##### L'avventura a Bologna
Dopo quattro anni passati con la casacca napoletana, nel 2001 si trasferisce a parametro zero al Bologna. Nella prima stagione con la maglia rossoblu l'attaccante romano trova poco spazio con Guidolin allenatore. Con il ritorno di Mazzone realizza 18 gol  tra 2004/2005.Nella stagione 2005-2006 è vice-capocannonierecon 25 gol e si conferma nella stagione successiva dietro allo juventino Alessandro Del Piero, siglando 19 reti. Nelle ultime stagioni a Bologna indossa anche la fascia di capitano.

##### Il ritorno alla Sampdoria
Nel giugno del 2007, in scadenza con il Bologna firma con la Sampdoria, tornando a giocare nella squadra che lo aveva fatto esordire nella massima divisione tredici anni prima. Nella stagione 2007-2008,12 gol in campionato e uno in Coppa UEFA, il 20 settembre 2007 in occasione di Sampdoria-Aalborg (2-2).
La stagione viene condizionata da due seri infortuni. Il 24 febbraio 2008, in occasione della partita contro l'Inter, si infortuna al menisco, rientrando a soli 13 giorni di distanza nella ripresa della partita Sampdoria-Catania e segnando il gol del 3-1 finale. Domenica 11 maggio, nella partita Palermo-Sampdoria, subisce un altro infortunio, questa volta più grave: rottura del tendine d'achille del piede destro.
Nella stagione successiva viene nuovamente tormentato da problemi fisici, questa volta al ginocchio: il 30 marzo viene operato ad Anversa dal professor Marc Martens per una lesione osteocondale del ginocchio sinistro.

##### Livorno e Modena
Il 20 gennaio 2010 si trasferisce al Livorno con il quale esordisce il 31 gennaio a San Siro contro il Milan, fornendo anche un assist per il gol del definitivo pareggio di Cristiano Lucarelli. A fine stagione,il 10 settembre 2010 viene ufficializzato il suo tesseramento da parte del Modena. L'esperienza modenese viene condizionata da un problema fisico che lo colpisce a fine 2010 consentendone il rientro in squadra solo nell'aprile successivo.

#### Nazionale
Bellucci è stato convocato nelle nazionali giovanili 11 volte con l’under21 ha realizzato 2 gol.

### Allenatore
Alla fine stagione 2010-2011, in scadenza di contratto, decide di ritirarsi dall'attività agonistica per dedicarsi a quella di allenatore, nelle giovanili della Lodigiani.. Al termine della stagione 2012-2013 torna alla Sampdoria come allenatore del under 15.. Nel 2014-2015 è sulla panchina della Primavera insieme a Enrico Chiesa, mentre l'anno seguente diventa collaboratore del nuovo allenatore della prima squadra Walter Zenga, suo ex compagno di squadra, con il compito di curare la fase offensiva con buoni risultati. Il 15 novembre 2015 con l'arrivo di Vincenzo Montella sulla panchina della Samp, assume l'incarico di guidare gli Under-17 blucerchiati.
Il 7 luglio 2017 diventa tecnico dell'Arezzo, sostituendo Stefano Sottili.
Il 23 ottobre 2018 sostituisce Fabio Fossati sulla panchina dell'Albissola, squadra all'esordio tra i professionisti. Ottiene un pareggio contro la Pro Patria nella prima uscita, mentre il 7 novembre guida i "ceramisti" alla prima vittoria in Serie C, superando per 0-1 il Novara. Il 4 marzo 2019, pur con la squadra in diciassettesima posizione nel girone A (dunque non coinvolta nei teorici play-out), viene sollevato dall’incarico, per incomprensioni con il Presidente Giampiero Colla.
Nel luglio del 2020 diventa il vice di Gianni De Biasi nello staff della nazionale azera.Con buoni risultati raggiunti. 
Il 15 settembre 2021 diventa allenatore in seconda di Walter Mazzarri, al Cagliari. Il 2 maggio 2022 entrambi vengono sollevati dall'incarico.Nonostante la richiesta della società di subentrare al posto di Mazzarri rinuncia all’incarico. Ritorna in Sardegna nel settembre 2023, quando i rossoblu gli affidano la panchina dell'Under-18, Ottenendo il passaggio ai Play-off per la prima volta nella storia Under-18 del Cagliari. Il 2 aprile 2025 prende l’incarico di Vice-allenatore di Fabio Liverani, appena subentrato sulla panchina della  Ternana

## Statistiche

### Presenze e reti nei club
| Stagione         | Squadra          | Campionato       | Campionato | Campionato | Coppe nazionali | Coppe nazionali | Coppe nazionali | Coppe continentali | Coppe continentali | Coppe continentali | Altre coppe | Altre coppe | Altre coppe | Totale | Totale |
| Stagione         | Squadra          | Comp             | Pres       | Reti       | Comp            | Pres            | Reti            | Comp               | Pres               | Reti               | Comp        | Pres        | Reti        | Pres   | Reti   |
| ---------------- | ---------------- | ---------------- | ---------- | ---------- | --------------- | --------------- | --------------- | ------------------ | ------------------ | ------------------ | ----------- | ----------- | ----------- | ------ | ------ |
| 1993-1994        | Sampdoria        | A                | 2          | 0          | CI              | 1               | 0               | -                  | -                  | -                  | -           | -           | -           | 3      | 0      |
| lug.-ott. 1994   | Fiorenzuola      | C1               | 7          | 3          | CI+CI-C         | 3+0             | 1               | -                  | -                  | -                  | -           | -           | -           | 10     | 4      |
| ott. 1994-1995   | Sampdoria        | A                | 21         | 2          | CI              | 1               | 0               | CdC                | 2                  | 2                  | SI          | 0           | 0           | 24     | 4      |
| 1995-1996        | Sampdoria        | A                | 16         | 1          | CI              | 1               | 0               | -                  | -                  | -                  | -           | -           | -           | 17     | 1      |
| 1996-1997        | Venezia          | B                | 33         | 20         | CI              | 1               | 1               | -                  | -                  | -                  | -           | -           | -           | 34     | 21     |
| 1997-1998        | Napoli           | A                | 27         | 10         | CI              | 4               | 3               | -                  | -                  | -                  | -           | -           | -           | 31     | 13     |
| 1998-1999        | Napoli           | B                | 26         | 6          | CI              | 2               | 1               | -                  | -                  | -                  | -           | -           | -           | 28     | 7      |
| 1999-2000        | Napoli           | B                | 20         | 6          | CI              | 2               | 0               | -                  | -                  | -                  | -           | -           | -           | 22     | 6      |
| 2000-2001        | Napoli           | A                | 18         | 2          | CI              | 2               | 0               | -                  | -                  | -                  | -           | -           | -           | 20     | 2      |
| Totale Napoli    | Totale Napoli    | Totale Napoli    | 91         | 24         |                 | 10              | 4               |                    | -                  | -                  |             | -           | -           | 101    | 28     |
| 2001-2002        | Bologna          | A                | 24         | 1          | CI              | 4               | 1               | -                  | -                  | -                  | -           | -           | -           | 28     | 2      |
| 2002-2003        | Bologna          | A                | 28         | 3          | CI              | 2               | 1               | Int                | 6                  | 1                  | -           | -           | -           | 36     | 5      |
| 2003-2004        | Bologna          | A                | 25         | 7          | CI              | 3               | 2               | -                  | -                  | -                  | -           | -           | -           | 28     | 9      |
| 2004-2005        | Bologna          | A                | 34+2       | 10         | CI              | 4               | 3               | -                  | -                  | -                  | -           | -           | -           | 40     | 13     |
| 2005-2006        | Bologna          | B                | 38         | 25         | CI              | 2               | 1               | -                  | -                  | -                  | -           | -           | -           | 40     | 26     |
| 2006-2007        | Bologna          | B                | 35         | 19         | CI              | 2               | 3               | -                  | -                  | -                  | -           | -           | -           | 38     | 22     |
| Totale Bologna   | Totale Bologna   | Totale Bologna   | 184+2      | 65         |                 | 17              | 11              |                    | 6                  | 1                  |             | -           | -           | 209    | 77     |
| 2007-2008        | Sampdoria        | A                | 32         | 12         | CI              | 3               | 0               | Int+CU             | 2+4                | 0+1                | -           | -           | -           | 41     | 13     |
| 2008-2009        | Sampdoria        | A                | 19         | 5          | CI              | 1               | 0               | CU                 | 6                  | 0                  | -           | -           | -           | 26     | 5      |
| 2009-gen. 2010   | Sampdoria        | A                | 8          | 0          | CI              | 2               | 0               | -                  | -                  | -                  | -           | -           | -           | 10     | 0      |
| Totale Sampdoria | Totale Sampdoria | Totale Sampdoria | 98         | 20         |                 | 9               | 0               |                    | 14                 | 3                  |             | -           | -           | 121    | 23     |
| gen.-giu. 2010   | Livorno          | A                | 14         | 1          | CI              | 0               | 0               | -                  | -                  | -                  | -           | -           | -           | 14     | 1      |
| 2010-2011        | Modena           | B                | 16         | 3          | CI              | 0               | 0               | -                  | -                  | -                  | -           | -           | -           | 16     | 3      |
| Totale carriera  | Totale carriera  | Totale carriera  | 443+2      | 136        |                 | 40              | 17              |                    | 20                 | 4                  |             | -           | -           | 505    | 157    |

### Statistiche da allenatore
Statistiche aggiornate al 2 marzo 2019.
| Stagione            | Squadra         | Campionato      | Campionato | Campionato | Campionato | Campionato | Coppe nazionali | Coppe nazionali | Coppe nazionali | Coppe nazionali | Coppe nazionali | Coppe continentali | Coppe continentali | Coppe continentali | Coppe continentali | Coppe continentali | Altre coppe | Altre coppe | Altre coppe | Altre coppe | Altre coppe | Totale | Totale | Totale | Totale | % Vittorie |
| Stagione            | Squadra         | Comp            | G          | V          | N          | P          | Comp            | G               | V               | N               | P               | Comp               | G                  | V                  | N                  | P                  | Comp        | G           | V           | N           | P           | G      | V      | N      | P      | %          |
| ------------------- | --------------- | --------------- | ---------- | ---------- | ---------- | ---------- | --------------- | --------------- | --------------- | --------------- | --------------- | ------------------ | ------------------ | ------------------ | ------------------ | ------------------ | ----------- | ----------- | ----------- | ----------- | ----------- | ------ | ------ | ------ | ------ | ---------- |
| lug.-set. 2017      | Arezzo          | C               | 4          | 1          | 0          | 3          | CI+CI-C         | 1+0             | 0+0             | 0+0             | 1+0             | -                  | -                  | -                  | -                  | -                  | -           | -           | -           | -           | -           | 5      | 1      | 0      | 4      | 20,00      |
| ott. 2018-mar. 2019 | Albissola       | C               | 22         | 5          | 6          | 11         | CI-C            | 0               | 0               | 0               | 0               | -                  | -                  | -                  | -                  | -                  | -           | -           | -           | -           | -           | 22     | 5      | 6      | 11     | 22,73      |
| Totale carriera     | Totale carriera | Totale carriera | 26         | 6          | 6          | 14         |                 | 1               | 0               | 0               | 1               |                    | -                  | -                  | -                  | -                  |             | -           | -           | -           | -           | 27     | 6      | 6      | 15     | 22,22      |

## Palmarès

### Giocatore

#### Club
- Coppa Italia: 1

Sampdoria: 1993-1994